# Chelles – Gournay (stanice metra v Paříži)
Chelles – Gournay je budoucí stanice na lince 16 pařížského metra v departementu Seine-et-Marne.

## Vývoj
V rámci projektu automatického metra Grand Paris Express se plánuje, že se nádraží Chelles stane spojovací stanicí mezi linkou 16 metra Grand Paris Express, linkou RER E a linkou P sítě Transilien. Nástupiště linky 16 budou umístěna pod zemí v hloubce 28 m kolmo na linku RER. Návrh stanice je svěřen Ateliéru Schall.
Přípravné práce (přeložky sítí atd.) byly zahájeny v březnu 2016.
Výstavba stanice byla svěřena skupině Egis Rail / Tractebel. Datum zprovoznění, které bylo původně plánováno na rok 2023, bylo několikrát posunuto, nejprve na 2024, poté na 2030 a nakonec na rok 2028.